# Dudu Aouate
David Aouate detto Dudu, דודו אוואט (Nazareth Illit, 17 ottobre 1977) è un ex calciatore israeliano, di ruolo portiere.

## Carriera
Dopo una carriera giovanile nei club locali di Israele nel 1997 entrò a fare parte dell'Hapoel Nazaret Illit. L'anno seguente, con il passaggio all'Hapoel Haifa venne convocato nella nazionale Under 21 e nel 1999 fece il suo debutto in Nazionale. Passato nel 2001 al Maccabi Haifa vi rimase fino al 2003 quando passò in Spagna al Racing Santander, con il quale giocò 74 partite.
Nell'agosto 2006 è passato al Deportivo la Coruna con cui ha firmato un contratto quadriennale.